# Jürgen Bauhus
Jürgen Bauhus (* 23. Juni 1964) ist ein deutscher Forstwissenschaftler und Hochschullehrer an der Albert-Ludwigs-Universität Freiburg.

## Leben
Bauhus studierte Forstwissenschaft an der Universität Göttingen, wo er 1989 sein Diplom in Forstwissenschaften erhielt. Anschließend arbeitete er als wissenschaftlicher Mitarbeiter am Göttinger Institut für Forstwissenschaften, wo er 1994 zum Doktor der Forstwissenschaften promovierte. In der Folge war er am Department of Biological Sciences der Universität Québec in Montréal tätig, bis er im Juni 1996 als Dozent an die Australian National University in Canberra wechselte. Seit 2003 hat er den Lehrstuhl für Waldbau an der Universität Freiburg inne. Von Oktober 2010 bis Januar 2013 war er Dekan der Freiburger Fakultät für Forst- und Umweltwissenschaften und im Anschluss daran bis Januar 2016 deren Vizedekan. Seit 2013 hat er eine von zwei Sprecherpositionen des Instituts für Forstwissenschaften der Universität Freiburg inne.

## Werk
Bauhus’ Forschungsschwerpunkt liegt vor allem im Waldbau und hier wiederum in der Steuerung des Wachstums von Bäumen und der Zusammensetzung von Waldökosystemen sowie den Auswirkungen dieser Steuerung. Darüber hinaus beschäftigt er sich mit der Frage, welche Bäume dem Klimawandel in Europa standhalten.

## Veröffentlichungen
- Stoffumsätze in Lochhieben. Universitätsverlag, Göttingen 1994 (Dissertation).
- mit Peter van der Meer und Markku Kanninen: Ecosystem Goods and Services from Plantation Forests. Earthscan publishing for a sustainable future. earthscan, London/Washington, D.C 2010, ISBN 978-1-84971-168-5.
- mit Werner Konold und Gero Becker: Schutz durch Nutzung: Ein Raum-Zeit-Konzept für die multifunktionale Entwicklung der Stockausschlagwälder in Rheinland-Pfalz. Culterra, Freiburg im Breisgau 2013, ISBN 978-3-933390-50-9.